# Atlètic Club d'Escaldes
El Atlètic Club Escaldes es un club de fútbol de Andorra, de la parroquia de Las Escaldas-Engordany. Fue fundado en 2002 y juega en la Primera División de Andorra.

## Historia
El Atlètic Club d'Escaldes se fundó el 20 de mayo de 2002 y comenzó a participar en Segunda División ese mismo año. En la temporada 2003-2004 consiguió el ascenso a la Primera División al quedar campeón. Tras jugar tres temporadas en la Primera división de la Liga Andorrana de Fútbol, descendió en la temporada 2006-07 a la Segunda División.
En 2019, el equipo volvió a la Primera División después de conquistar la Segunda División de Andorra 2018-19.
El Atlètic llegó a la final del a Copa Constitució 2021, pero perdió contra el U. E. Sant Julià por 2-1. De nuevo, el club llegó a la final la temporada siguiente, en la que ganó el título de 2022 al U. E. Extremenya por 4-1.
El equipo hizo historia el 14 de mayo de 2023, al conseguir su primer título de liga.

## Uniforme
- Uniforme titular: Camiseta azul y azul, pantalón azul, medias azules.
- Uniforme suplente: Camiseta blanca, pantalón azul, azul

## Datos del club
- Temporadas en 1.ª: 3
- Temporadas en 2.ª: 4
- Mejor puesto en la liga: 6.º (temporada 2005/06)
- Peor puesto en la liga: 8.º (temporada 2004/05) y (2006/2007)
- Mayor goleada conseguida en casa: Atlètic d'Escaldes 3 - 0 FC Encamp (temporada 04/05)
- Mayor goleada conseguida fuera: UE Extremenya 1 - 4 Atlètic d'Escaldes (temporada 05/06)
- Mayor goleada encajada en casa: Atlétic d´Escaldes 0 - 5 FC Santa Coloma (temporada 04/05)
- Mayor goleada encajada fuera: FC Ranger's 8 - 0 Atlètic d'Escaldes (temporada 04/05)

## Entrenadores
- Luis Blanco (agosto de 2020–mayo de 2021)[9][10]
- Jordi Pujol y  Iván Monteagudo (mayo de 2021–2021)[10]
- Bori Moreno (julio de 2021–marzo de 2022)[11][12]
- Albert Gómez (2022–junio de 2022)[13]
- Federico Bessone (junio de 2022–julio de 2023)[14][2]
- Dani Luque (julio de 2023–presente)[2]

## Palmarés

### Torneos nacionales
- Primera División de Andorra (1): 2023

- Copa Constitució (1): 2022

- Segunda División de Andorra (2): 2004, 2019

## Temporadas
| Temporada |                 | Pos. | PJ. | G  | E  | P  | GF  | GC | DG  | Pts | Copa             |
| --------- | --------------- | ---- | --- | -- | -- | -- | --- | -- | --- | --- | ---------------- |
| 2002-03   | Segona Divisió  | 3    | 18  | 7  | 3  | 8  | 37  | 40 | -3  | 24  | Segunda ronda    |
| 2003-04   | Segona Divisió  | 1    | 16  | 14 | 1  | 1  | 66  | 12 | +54 | 43  | Primera ronda    |
| 2004-05   | Primera Divisió | 7    | 20  | 5  | 0  | 15 | 19  | 58 | -39 | 15  | Segunda ronda    |
| 2005-06   | Primera Divisió | 6    | 20  | 8  | 4  | 8  | 21  | 27 | -6  | 28  | Cuartos de final |
| 2006-07   | Primera Divisió | 8    | 20  | 4  | 3  | 13 | 18  | 44 | -26 | 15  | Cuartos de final |
| 2007-08   | Segona Divisió  | 6    | 16  | 5  | 2  | 9  | 30  | 33 | -3  | 17  | Segunda ronda    |
| 2008-09   | Segona Divisió  | 2    | 18  | 10 | 4  | 4  | 40  | 26 | +14 | 34  | Primera ronda    |
| 2009-10   | Segona Divisió  | 6    | 14  | 2  | 3  | 9  | 13  | 37 | -24 | 9   | Primera ronda    |
| 2010-11   | Segona Divisió  | 6    | 18  | 5  | 2  | 11 | 32  | 54 | -22 | 17  | Segunda ronda    |
| 2011-12   | Segona Divisió  | 4    | 18  | 10 | 1  | 7  | 31  | 37 | -6  | 31  | Primera ronda    |
| 2012-13   | Segona Divisió  | 4    | 22  | 11 | 5  | 6  | 53  | 40 | +13 | 38  | Segunda ronda    |
| 2013-14   | Segona Divisió  | 12   | 14  | 3  | 1  | 10 | 25  | 48 | -23 | 10  | Primera ronda    |
| 2014-15   | Segona Divisió  | 2    | 16  | 10 | 3  | 3  | 59  | 22 | +37 | 10  | No participó     |
| 2015-16   | Segona Divisió  | 3    | 23  | 18 | 2  | 3  | 59  | 13 | +46 | 56  | Primera ronda    |
| 2016-17   | Segona Divisió  | 3    | 23  | 13 | 4  | 6  | 57  | 42 | +15 | 43  | Primera ronda    |
| 2017-18   | Segona Divisió  | 2    | 22  | 15 | 2  | 5  | 59  | 23 | +36 | 47  | Primera ronda    |
| 2018-19   | Segona Divisió  | 1    | 23  | 19 | 2  | 2  | 104 | 19 | +85 | 59  | Cuartos de final |
| 2019-20   | Primera Divisió | 6    | 24  | 8  | 6  | 10 | 31  | 29 | +2  | 30  | Primera ronda    |
| 2020-21   | Primera Divisió | 4    | 20  | 6  | 7  | 7  | 29  | 26 | +3  | 25  | Subcampeón       |
| 2021-22   | Primera Divisió | 4    | 27  | 11 | 10 | 6  | 44  | 30 | +14 | 43  | Campeón          |
| 2022-23   | Primera Divisió | 1    | 28  | 19 | 6  | 3  | 68  | 19 | +49 | 63  | Primera Ronda    |
| 2023-24   | Primera Divisió | 3    | 27  | 19 | 3  | 5  | 71  | 21 | +50 | 60  | Semifinales      |
| 2024-25   | Primera Divisió | 2    | 27  | 16 | 7  | 4  | 70  | 25 | +45 | 55  | Subcampeón       |

## Participación en competiciones europeas
| Temporada | Torneo                        | Ronda      | Club                   | Casa | Visita | Global     |
| --------- | ----------------------------- | ---------- | ---------------------- | ---- | ------ | ---------- |
| 2022-23   | UEFA Europa Conference League | 1          | Gżira United           | 1-1  | 0-1    | 1-2 (t.e.) |
| 2023-24   | UEFA Champions League         | Preliminar | FK Budućnost Podgorica | 0-3  | 0-3    | 0-3        |
| 2023-24   | UEFA Europa Conference League | 2          | FK Partizani           | 0-1  | 1-4    | 1-5        |
| 2024-25   | UEFA Europa Conference League | 1          | F91 Dudelange          | 0-1  | 0-2    | 0-3        |
| 2024-25   | UEFA Europa Conference League | 1          | F91 Dudelange          | 2-0  | 3-2    | 5-2        |
| 2024-25   | UEFA Europa Conference League | 2          | FC Dinamo City         | 1-2  | 1-1    | 2-3        |